# São Mamede de Coronado
São Mamede de Coronado ist ein Ort und eine ehemalige Gemeinde (Freguesia) im Norden Portugals.
São Mamede de Coronado gehört zum Kreis Trofa im Distrikt Porto. Die Gemeinde hatte eine Fläche von 7,8 km² und 4252 Einwohner (Stand 30. Juni 2011). Die Gemeinde bildet zusammen mit der Gemeinde São Romão do Coronado die Kleinstadt Vila do Coronado.
Am 29. September 2013 wurden die Gemeinden Coronado (São Mamede) und Coronado (São Romão) zur neuen Gemeinde União das Freguesias de Coronado (São Romão e São Mamede) zusammengeschlossen.